# Município de Wayne (condado de Mercer, Ohio)
O município de Wayne (em inglês: Wayne Township) é um município localizado no condado de Mercer no estado estadounidense de Ohio. No ano de 2010 tinha uma população de 11 habitantes e uma densidade populacional de 17,85 pessoas por km².

## Geografia
O município de Wayne encontra-se localizado nas coordenadas 40° 34′ 14″ N, 84° 31′ 44″ O. Segundo a Departamento do Censo dos Estados Unidos, o município tem uma superfície total de 0.62 km², da qual 0,6 km² correspondem a terra firme e (2,52 %) 0,02 km² é água.

## Demografia
Segundo o censo de 2010, tinha 11 pessoas residindo no município de Wayne. A densidade populacional era de 17,85 hab./km². Dos 11 habitantes, o município de Wayne estava composto pelo 100 % brancos. Do total da população o 0 % eram hispanos ou latinos de qualquer raça.